# Échangeur de Thiméon
L'échangeur de Thiméon est un échangeur autoroutier de Belgique entre l'A54 (E420) et l'A15 (E42).
Il se trouve a proximité de Thiméon (section de la ville de Pont-à-Celles) et de Gosselies (section de la ville de Charleroi).